# مارتن سيميراد
مارتن سيميراد (بالتشيكية: Martin Semerád) مواليد 24 مايو 1990، هو سائق راليات تشيكي بدأ مسيرته في سنة 2009. كان أول رالي له هو رالي النرويج 2009. تنافس في بطولة العالم للراليات.

## وصلات خارجية
- الموقع الرسمي نسخة محفوظة 5 يناير 2013 at Archive.is